# Trematocranus
Trematocranus Trewavas, 1935 è un piccolo genere di ciclidi haplochromini endemico del Lago Malawi.

## Tassonomia
Vi sono quattro specie riconosciute in questo genere, una delle quali individuata recentemente nel 2018.
- Trematocranus labifer (Trewavas, 1935)
- Trematocranus microstoma (Trewavas, 1935)
- Trematocranus pachychilus (Dierickx, Hanssens, Rusuwa, Snoeks, 2018)
- Trematocranus placodon (Regan, 1922)